# George MacDonald
Œuvres principales
- Phantastes
- La Princesse et le Gobelin
- Au retour du vent du nord
- Lilith

George MacDonald est un écrivain et pasteur calviniste britannique né le 10 décembre 1824 à Huntly et mort le 18 septembre 1905 à Ashtead. Son œuvre littéraire, aujourd’hui peu connue en France, a suscité l’admiration, entre autres de W. H. Auden, G. K. Chesterton, et J. R. R. Tolkien. C. S. Lewis le considérait comme son « maître ».

## Biographie

### Jeunesse
George MacDonald est né le 10 décembre 1824 à Huntly, dans l’Aberdeenshire, en Écosse. Son père, un fermier, appartenait au Clan Macdonald de Glen Coe, et était un descendant direct d’une des familles qui souffrit du massacre de 1692. Le dialecte dorique écossais de sa région apparaît dans des dialogues des romans non fantastiques de George MacDonald.
MacDonald grandit sous l’influence de l’Église congrégationaliste, et de sa théologie calviniste. Mais il ne fut jamais à l’aise avec certains aspects de la doctrine calviniste ; de fait, la légende raconte que quand la doctrine de la prédestination lui fut expliquée pour la première fois, il éclata en sanglots (bien qu’il soit assuré d’être parmi les élus). Dans ses derniers romans, comme Robert Falconer et Lilith, on perçoit un dégoût envers le fait que l’amour de l’élection divine est limité à quelques-uns, et dénié à d’autres. Il montre, tout particulièrement dans ses Sermons implicites (Unspoken Sermons) une théologie hautement développée.
Il obtint son diplôme à l’université d’Aberdeen, et partit pour Londres, pour étudier au collège de Highbury (en) pour devenir un ministre du culte congrégationnaliste.

### Travaux
En 1850 il devient pasteur de l’Église congrégationaliste de la Trinité à Arundel, mais ses sermons (prêchant l’amour universel de Dieu et la possibilité que personne ne devrait, à la fin, ne pas parvenir à s’unir à Dieu), rencontrèrent peu de soutiens et son salaire fut divisé par deux. Plus tard, il fut engagé dans un travail pastoral à Manchester. Il le quitta à cause de problèmes de santé, et après un court séjour à Alger, il s’installa à Londres et enseigna pour quelque temps à l’université de Londres. MacDonald fut aussi pour un temps éditeur de Good Words for the Young, et fit des conférences avec succès aux États-Unis d'Amérique durant les années 1872–1873.
Ses ouvrages les plus célèbres sont Phantastes, La Princesse et le Gobelin, et Lilith, tous des romans fantastiques et des contes féériques, comme La Princesse légère, ou La Clé d’or. « J’écris, non pour les enfants », écrit il, « mais pour ceux qui ont une âme d’enfant, qu’ils aient cinq, cinquante, ou soixante quinze ans. » MacDonald publia aussi des compilations de sermons, la chaire n’ayant pas été directement un lieu couronné de succès.

### Sphère d’influence
MacDonald servit aussi de mentor à Lewis Carroll (le nom d’écrivain du Révérend Charles Lutwidge Dodgson). Suivant l’avis de MacDonald de faire lire Alice aux enfants de ce dernier, la réception enthousiaste d’Alice au pays des merveilles par les trois jeunes filles de MacDonald convainquit Carroll de proposer Alice à la publication. Carroll, un des photographes les plus doués de l’époque victorienne, créa aussi des portraits photographiques des filles et de leur frère Greville.
MacDonald fut aussi ami avec John Ruskin et servit comme entremetteur dans la longue histoire d’amour de Ruskin avec Rose la Touche.
MacDonald connut de nombreuses personnalités littéraires de l’époque ; une photo de groupe le montre en compagnie d’Alfred Tennyson, Charles Dickens, Wilkie Collins, Anthony Trollope, John Ruskin, George Henry Lewes, et William Makepeace Thackeray. Pendant son séjour en Amérique il fut ami avec Longfellow et Walt Whitman.

### Héritage
En 1877, il fut mis à la retraite. De 1879 au 1902 il vécut à Bordighera dans sa grande maison Casa coraggio. Il mourut le 18 septembre 1905 à Ashtead (comté de Surrey) en Angleterre. Il fut incinéré et enterré à Bordighera à côté de sa femme.
Sans aucun doute, l’utilisation par MacDonald de la littérature fantastique comme moyen littéraire pour explorer la condition humaine influença grandement toute une génération d’auteurs célèbres comme C. S. Lewis (qui en fit un de ses personnages dans son livre Le Grand Divorce entre le ciel et la terre (The Great Divorce), J. R. R. Tolkien, et Madeleine L'Engle. Les romans non fantastiques de MacDonald, comme Alec Forbes, eurent aussi leur influence ; ils furent parmi les premiers romans réalistes écossais, et MacDonald fut crédité de la fondation du « mouvement Kailyard » de la littérature écossaise.
Son fils Greville MacDonald (en) devint un spécialiste médical reconnu, et écrivit aussi de nombreux ouvrages pour les enfants. Greville s’assura que de nouvelles éditions du travail de son père soient publiés. Un autre fils, Ronald MacDonald, fut aussi romancier. Le fils de Ronald, Philip MacDonald devint scénariste à Hollywood.

## Influences sur la culture pop
- Le groupe de rock The Waterboys nomma un de ses albums Room to Roam (en) d’après un passage d’un roman de Mac Donald Phantastes, qu’on peut trouver dans Lilith. La chanson portant le nom de l’album comprenait un poème de MacDonald tiré du texte de Phantastes mis en musique par le groupe. Les ouvrages Lilith et Phantastes sont nommés comme ouvrage d’une librairie, dans la chanson portant le même nom qu’un autre album des Waterboys, Universal Hall (en). The Waterboys ont aussi souvent cité C. S. Lewis dans de nombreuses chansons comme Church Not Made With Hands et Further Up, Further In, confirmant le lien dans la culture moderne pop entre Macdonald et Lewis.

- Une phrase de La Princesse légère est cité dans Beauty and the Beast, une chanson de Nightwish.

- Le musicien contemporain new-age Jeff Johnson écrivit une chanson titrée The Golden Key tiré de l’histoire de George MacDonald du même nom. Il écrivit aussi de nombreuses autres chansons inspirées par MacDonald et les Inklings.

- Le groupe de punk celtique chrétienne contemporaine Ballydowse (en) a une chanson nommée George MacDonald sur leur album Out of the Fertile Crescent. La chanson cite librement des passages de Phantastes.

- Le pianiste de jazz Ray Lyon a écrit la chanson Up The Spiral Stairs sur son album Beginning To See qui est sorti en 2007 ; les paroles de la chanson sont tirées des sermons de MacDonald des 26 et 27 septembre, présents sur le livre Diary of An Old Soul.

- La romancière Patricia Kennealy Morrison (en) a imaginé un groupe de rock des années soixante nommé « Evenor »(comme un des titres d’un roman de Mac Donald) dans son ouvrage Rock & Roll Murders: The Rennie Stride Mysteries series.

- Sur leur album sorti en 2008 A Thousand Shark's Teeth (en), le groupe My Brightest Diamond (en) a intégré une chanson nommée From the Top of the World qui s’inspire du roman Au retour du vent du nord (At the Back of the North Wind).

## Œuvres
- 1856 : Within and Without
- 1857 : Poems
- 1858 : Phantastes
- 1862 : David Elginbrod
- 1864 : Adela Cathcart
- 1865 : Alec Forbes of Howglen
- 1866 : Annals of a Quiet Neighbourhood (1866)
- 1867 : Dealings with the Fairies (recueil de nouvelles incluant The Golden Key, The Light Princess, The Giant's Heart, The Shadows, et Cross Purposes) Publication en français de la nouvelle The Golden Key sous le titre La Clef d'or, traduit par Pierre Leyris, Paris, Bordas, coll. « Aux quatre coins du temps », 1981  (ISBN 2-04-011247-2) Publication en français de la nouvelle The Light Princess sous le titre La Princesse légère, traduit par Pierre Leyris, Paris, Bordas, coll. « Aux quatre coins du temps », 1981  (ISBN 2-04-011203-0) ; réédition, Paris, Libretto, 2018  (ISBN 978-2-36914-493-9) Publié en français de la nouvelle The Giant's Heart sous le titre Le Cœur du géant, suivi de Le Vin magique, traduit par Pierre Leyris, Paris, Bordas, coll. « Aux quatre coins du temps », 1981  (ISBN 2-04-012182-X)
- 1868 : Robert Falconer
- 1868 : The Seaboard Parish
- 1871 : At the Back of the North Wind
- 1871 : Ranald Bannerman's Boyhood
- 1872 : The Princess and the Goblin Publié en français sous le titre La Princesse et les Gnomes, traduit, abrégé et simplifié par Longworth Chambrun, Paris, Didier, 1951 (BNF 32403241) Publié en français sous le titre La Princesse et le Gobelin, traduit par Robert Kalbach, Paris, éd. Sang de la Terre, coll. « Feux » no 9, 1989  (ISBN 2-86985-034-4) (BNF 35002934)
- 1872 : The Vicar's Daughter
- 1873 : The History of Gutta-Percha Willie, the Working Genius
- 1875 : Malcolm
- 1875 : The Wise Woman, or The Obstinate Princess: A Double StoryPublié en français sous le titre La Princesse Perdue, traduit par Benjamin Gauthier, éd. indépendante, 2024  (ISBN 979-8325775659)
- 1877 : The Marquis of Lossie
- 1879 : Sir Gibbie
- 1883 : Donal Grant
- 1883 : The Princess and Curdie (suite de The Princess and the Goblin)Publié en français sous le titre La Princesse et Curdie, traduit par Vianney Aubert, éd. RBA, coll. « Histoires Merveilleuses » no 28, 2023  (ISBN 978-84-1149-339-0)
- 1888 : The Elect Lady
- 1893 : Song of the Days and Nights Publié en français sous le titre Contes du jour et de la nuit, traduit par Pierre Leyris, Paris, Bordas, coll. « Aux quatre coins du temps », 1980  (ISBN 2-04-010786-X)
- 1895 : Lilith Publié en français sous le titre Lilith : Récit merveilleux, traduit par  Françoise Dupeyron-Lafay, Paris, éd. Michel Houdiard, coll. « Littérature anglaise », 2007  (ISBN 2-912673-57-7)